# Arado Ar 79
L'Arado Ar 79 est un avion de sport et de tourisme allemand de l'entre-deux guerres. Utilisé par la Luftwaffe comme avion de liaison, il a fait l'objet d'une tentative de modernisation dans les années 1950.

## Description
Biplace côte à côte de sport et de tourisme, ce monoplan à aile basse cantilever et cabine fermée dessiné par l'ingénieur Walter Blume en 1937 avait un fuselage en tubes d’acier soudés avec une partie arrière monocoque réalisée en alliage Elektron, une voilure monolongeron en bois, un revêtement en toile et contreplaqué. Reposant sur un train classique entièrement escamotable, il était tracté par un moteur 4 cylindres en ligne inversés Hirth HM 504A-2 de 105 ch.

## Un avion de records
Cet appareil se fit remarquer dès son apparition en 1938 par une série de records internationaux.
- Le 15 juillet 1938, pilotant le prototype, l'Ar 79A V1 [D-EKCX], Herr Lüber parcourt 1 000 km à 229,04 km/h.
- Deux semaines plus tard, le 29 juillet, le pilote Seelbach couvre 2 000 km à la moyenne de 227,029 km/h à bord du second prototype, l'Ar 79A V2 [D-EHCR].
- Le 29 décembre 1938, l’Oberleutnant (Lieutenant) Pulkowski et le Leutnant (Sous-lieutenant) Jennett décollèrent de Benghazi, en Libye, à bord du même [D-EHCR] qui avait reçu 520 litres de carburant supplémentaires dans le fuselage et un réservoir additionnel de 106 litres sous le fuselage. Ils devaient se poser à Gaya, en Inde, soit un vol sans escale de 6 903 km à 160 km/h de moyenne. Dans la nuit du 1er au 2 janvier 1939, ils repartirent pour Bangkok, Medan, Batavia, Bali, Port Darwin et Sydney, où ils se posèrent le 16 janvier. Durant le trajet retour, Pulkowski effectuait un survol de Madras avec un passager indien quand il heurta en vol un vautour et s’écrasa. Les deux occupants de l’appareil furent tués.

## Une petite série
48 Ar 79 furent construits jusqu’en 1941 sous 4 versions différentes (A, B, D et E) selon les équipements utilisés, et servirent surtout d’avion de liaison dans la Luftwaffe, ou de montures personnelles à quelques notoriétés aéronautiques du Reich. Fait rare, un Ar 79B-1 (W/Nr 047) a survécu à la guerre et vole encore de nos jours [D-ECUV] au sein du Lufthansa Historical Flight.

## Blume BL-502
- Blume Bl.500 : En 1956 furent levées les restrictions concernant la construction aéronautique en Allemagne et Walter Blume réalisa dans l’ancienne usine Focke-Wulf une version quadriplace modernisée de l’Ar 79. La verrière était bien entendu allongée vers l’arrière, l’empennage vertical affectait une forme plus moderne, mais surtout la voilure était entièrement métallique et le train d’atterrissage était tricycle. Le moteur Hirth n’étant plus disponible, le prototype prit l’air le 14 mars 1957 avec un Lycoming O-320 de 150 ch.
- Blume Bl.502 : Version de série du Bl.500, qui fut certifiée en Allemagne, mais dont un seul exemplaire fut construit, aucune commande ne se matérialisant.
- Blume Bl.503 : Projet d’une version de série à moteur Lycoming O-360.